# 前奏曲Op.28, No. 15 (蕭邦)

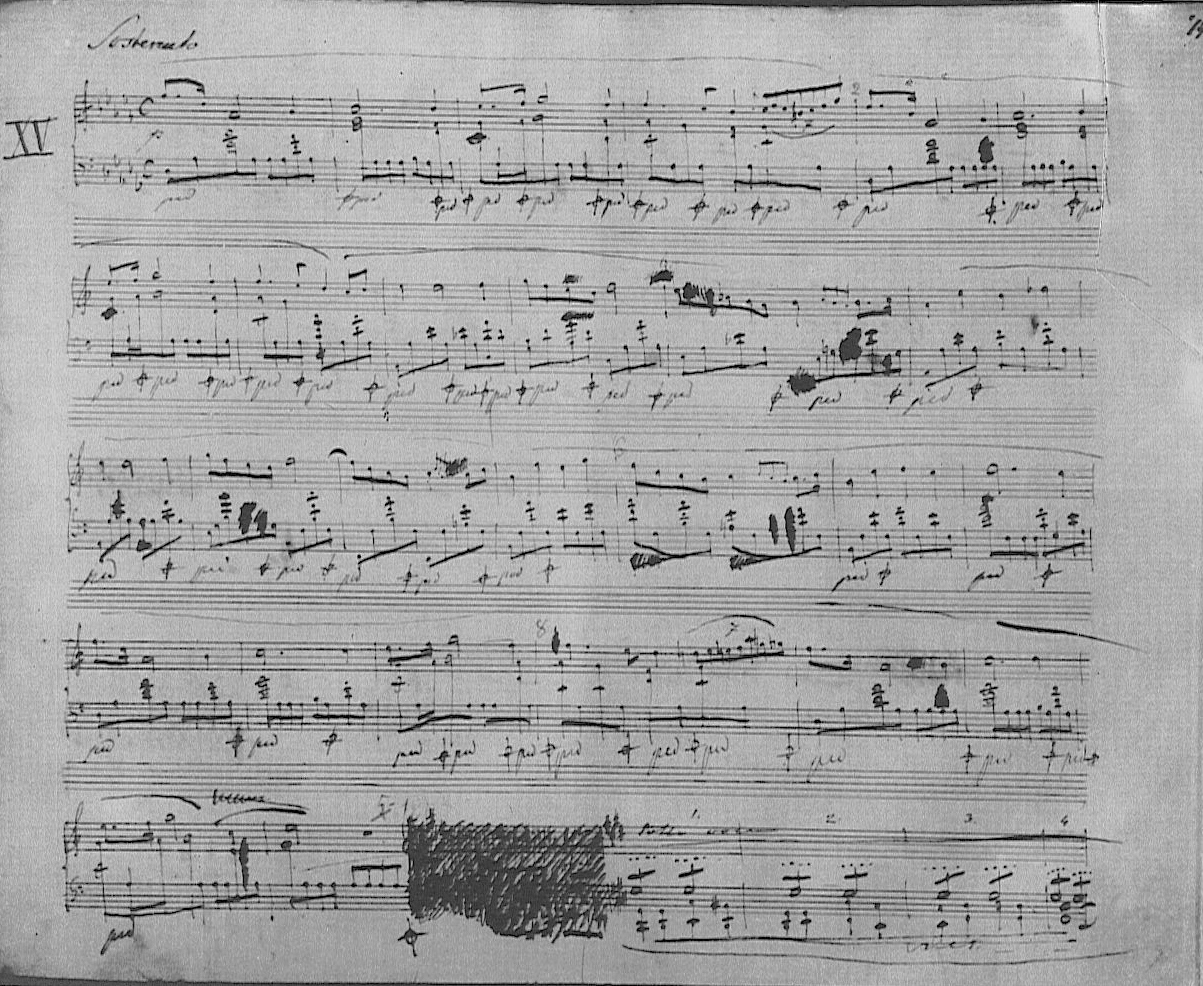
手稿第一頁

前奏曲Op. 28, No. 15為蕭邦24首前奏曲中的樂曲，為降D大調，延綿（Sostenuto），4/4拍。此曲為時5-7分鐘，為作品中時間最長的前奏曲。
阿爾弗雷德·科爾托將其稱為“但死亡在這裏，在陰影之中”（Mais la Morte est là, dans l'ombre），汉斯·冯·彪罗將其稱為“雨滴”（Raindrop），而現在“雨滴”這一綽號是廣為人知的。

## 創作
乔治·桑記述了蕭邦一次彈琴時發了一場夢：

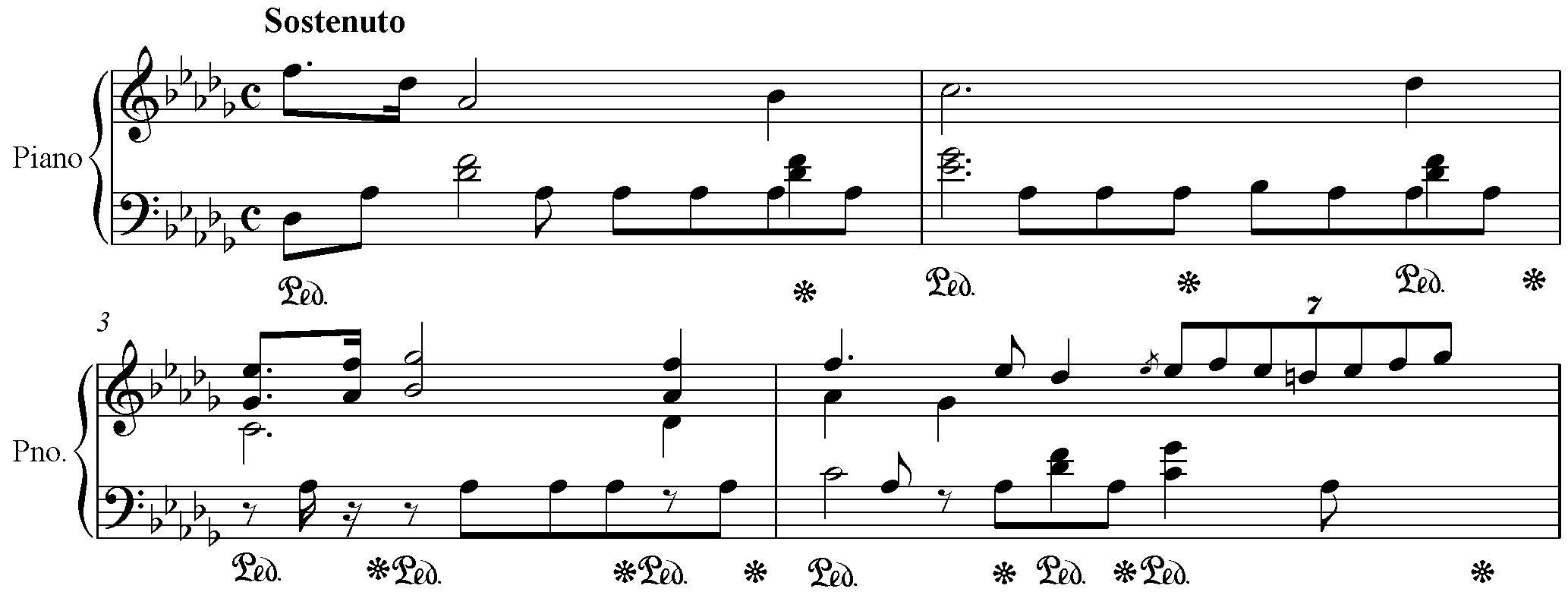
前奏曲Op. 28, No. 15

|  | 他看見他淹在湖裏。冰冷的水重重地、有節奏地打在他的胸膛，而當我使他聆聽水滴有規律地打在屋頂時，他否認他曾聽見這聲音。他更為我把它（樂句）視為聲音的模仿感到憤怒。他盡所有力量抗議這幼稚的模仿（他是有道理的）。他的天分充滿了自然神秘的聲音，並將其轉換為音樂的見解，而非一味模仿外來的音效。 He saw himself drowned in a lake. Heavy drops of icy water fell in a regular rhythm on his breast, and when I made him listen to the sound of the drops of water indeed falling in rhythm on the roof, he denied having heard it. He was even angry that I should interpret this in terms of imitative sounds. He protested with all his might – and he was right to – against the childishness of such aural imitations. His genius was filled with the mysterious sounds of nature, but transformed into sublime equivalents in musical thought, and not through slavish imitation of the actual external sounds. |

她沒有指出上述故事源自哪首前奏曲，而以與雨聲類似一點來看，不少評論認為是這首。但另一說認為第六首也有可能。

## 結構
此曲由一平靜的旋律開始，從第28小節開始轉為升C小調，旋律換到左手的低音部，較為厚重、具戲劇性，並且漸強至極強音，與開首形成強烈對比。於第76小節又轉回降D大調，開首旋律重新出現。重複的降A音（在中間段以升G音標記）一直貫穿全曲，但在第二部分該音顯得更為突出，亦使這部分更為陰沉。

## 相關音樂
- 塔雷加 - 改編作吉他獨奏（A大調）

## 外部連結
- 前奏曲, Op. 28：国际乐谱典藏计划上的乐谱
- 来自乌托邦计划（英语：Mutopia Project）的多种格式乐谱 （页面存档备份，存于）
- 瑪爾塔·阿赫里奇的演奏 （页面存档备份，存于）（YouTube）
- Valentina Igoshina的演奏 （页面存档备份，存于）（YouTube）